# Tworzywa skóropodobne

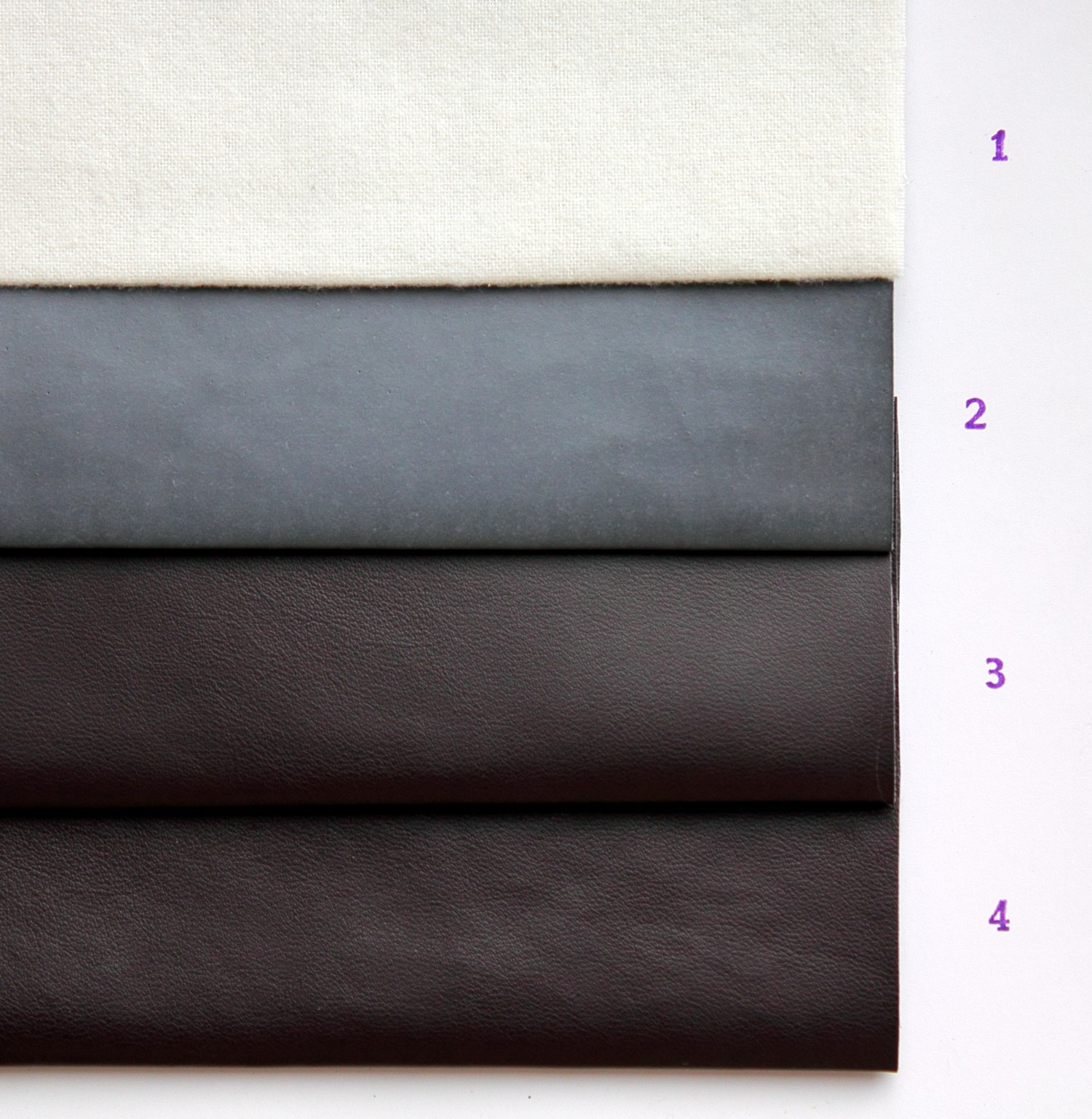
Materiał skóropodobny i jego półprodukty (tkanina bawełniana pokryta poliuretanem)

Tworzywa skóropodobne, materiały skóropodobne - materiały z tworzywa sztucznego stosowane w zamian prawdziwej, naturalnej i wygarbowanej skóry.
Otrzymywane są w wyniku pokrywania, głównie żywicami syntetycznymi danego podłoża, najczęściej tekstylnego. Takie tworzywo posiada wygląd i właściwości elastyczne podobne do skóry prawdziwej.
Zaletą tej skóry jest wodoodporność oraz łatwość jej konserwacji, wadą zaś słabe właściwości termoizolacyjne i higieniczne.
Struktura takiego tworzywa składa się z kilku warstw. Najczęściej występuje podłoże włókniste, w którym tkanina może być bawełniana, wiskozowa lub mieszanka tych dwóch. W przypadku stosowania innych tkanin, np. poliestrowych wymagane są dodatkowe środki łączące i zwiększające przyczepność tych warstw.
Tworzywa, które przeznaczone są do procesu produkcji obuwia są tkaninami bawełnianymi o splocie płóciennym lub rzędkowym (skośnym).
Wszystkie tkaniny skóropodobne są poddawane specjalnemu procesowi obróbki. Ma to na celu wyrównanie, wygładzenie powierzchni tkaniny poprzez odpowiednie strzyżenie, opalanie i kalandrowanie.
Tworzywa skóropodobne mają zastosowanie w różnych gałęziach przemysłu: obuwniczy, odzieżowy, galanteryjny, meblowy.